# Euxoa arefacta
Euxoa arefacta là một loài bướm đêm trong họ Noctuidae.